# Utricularia (subgènere)
Utricularia és un subgènere que pertany al gènere Utriculària.

## Seccions
Avesicaria

Candollea

Chelidon

Choristothecae

Foliosa

Kamienskia

Lecticula

Martinia

Meionula

Mirabiles

Nelipus

Oliveria

Orchidioides

Sprucea

Steyermarkia

Stylotheca

Utricularia

Vesiculina